# Prestahnúkur
Il Prestahnúkur (in lingua islandese: Picco dei preti) è un vulcano situato nella zona occidentale degli Altopiani d'Islanda, nella regione del Vesturland, nella parte occidentale dell'Islanda.
Dal punto di vista amministrativo, ricade nel territorio del comunale di Borgarbyggð.

## Descrizione
Il vulcano è situato a ovest del ghiacciaio Geitlandsjökull, che a sua volta è ubicato a ovest del Langjökull, di cui è una propaggine occidentale.

## Sistema vulcanico
Il Prestahnúkur è il vulcano centrale di un sistema vulcanico a scudo; è costituito prevalentemente di riolite e ha una piccola camera magmatica. L'edificio vulcanico ha un volume di 0,6 km3.
Alla sua base si trova una zona ad alta temperatura, chiara indicazione che il vulcano è ancora attivo.
Il vulcano si è probabilmente formato all'inizio di un periodo freddo dell'ultima era glaciale, più precisamente al passaggio dall'Interglaciazione Riss-Würm alla Glaciazione weichseliana, quando era  ricoperto da circa 700 m di spessore di ghiaccio. Probabilmente ha avuto origine in un'unica serie di eruzioni.
Nel 2009, geologi dell'Istituto Meteorologico Islandese hanno alcune investigazioni nella zona in seguito a uno sciame sismico registrato in quell'area. Con le indagini si è potuto stabilire la posizione precisa dei sistemi di fessurazioni vulcaniche che ne fanno parte e che si estendono in direzione sudovest-nordest fino al di sotto dei ghiacciai Þórisjökull e Geitlandsjökull-Langjökull.
Prestahnúkur appartiene al genere dei vulcani tabulari riolitici (Tuya), ma ha la particolarità che finora non sono stati scoperti depositi di tefra, ma solo vari strati di lava e ialoclastite. La presenza di lava a cuscino è la prova di eruzioni sotto una copertura di ghiaccio fino a 700 m di spessore, con una serie di eruzioni che sono durate tra 2 e 19 anni. La struttura del vulcano dimostra la rapida crescita della calotta glaciale e l'altrettanto rapido cambiamento climatico.
Il sistema vulcanico, che alcuni ricercatori chiamano anche sistema vulcanico del Geitland, è largo tra 5 e 17 km e lungo 70 km.

## Struttura rocciosa
Come il Bláhnúkur nel Landmannalaugar, anche il Prestahnúkur è costituito essenzialmente di riolite, in una variante di colore chiaro che era molto apprezzata e utilizzata come materiale da costruzione e veniva richiesta anche all'estero. La miniera però è stata chiusa.

## Denominazione
In lingua islandese, Prestahnúkur significa picco dei preti. Lo strano nome è collegato ai sacerdoti Helgi Grímsson e Björn Stefánsson, che nel 1664 guidarono una spedizione partita da Húsafell alla ricerca della remota e misteriosa valle Þórisdalur, posta dietro il ghiacciaio Þórisjökull, che si credeva fosse una valle riscaldata dall'energia geotermica con vegetazione lussureggiante e animali al pascolo. Nelle saghe locali la valle risultava abitata dagli spettri e utilizzata come rifugio dai fuorilegge. Saliti sul monte ora chiamato Prestahnúkur, i due preti riuscirono finalmente a vedere Þórisdalur in lontananza. Non riuscirono a individuare un percorso per entrare nella valle, ma in seguito poterono riferire che la valle da lontano sembrava rocciosa e arida.

## Vie di comunicazione
La pista 550 Kaldadalsvegur che attraversa la valle Kaldidalur, passa nelle vicinanze dal vulcano, a cui ci si può avvicinare tramite un percorso stradale che richiede un attrezzato veicolo fuoristrada.